# Baihe, Zhejiang
Baihe (kinesiska: 白鹤) är en köping i Kina. Den ligger i provinsen Zhejiang, i den östra delen av landet, omkring 130 kilometer sydost om provinshuvudstaden Hangzhou. Antalet invånare är 37 348. Befolkningen består av 18 859 kvinnor och 18 489 män. Barn under 15 år utgör 18,0 %, vuxna 15-64 år 65 %, och äldre över 65 år 16,0 %.
Runt Baihe är det tätbefolkat, med 266 invånare per kvadratkilometer. Närmaste större samhälle är Tiantai Chengguanzhen, 14,3 km sydost om Baihe. Trakten runt Baihe består till största delen av jordbruksmark.
Genomsnittlig årsnederbörd är 2 209 millimeter. Den regnigaste månaden är juni, med i genomsnitt 377 mm nederbörd, och den torraste är januari, med 70 mm nederbörd.